# 分貝
分貝（decibel）是量度兩個相同單位之數量比例的單位，常用表示。「分」（deci-）指十分之一，個位是「貝」或「貝爾」（bel，紀念發明家亞歷山大·格拉漢姆·貝爾），但一般只用分貝。

## 計算方法
分贝（dB）是十分之一贝尔（B）:1B = 10dB。1贝尔的两个功率量的比值是10:1，两个场量的比值是{\displaystyle {\sqrt {10}}:1}。场量（field quantity）是诸如电压、电流、声压、电场强度、速度、电荷密度等量值，其平方值在一个线性系统中与功率成比例。功率量（power quantity）是功率值或者直接与功率值成比例的其它量，如能量密度、音强、发光强度等。 
分贝的计算，依赖于是功率量还是场量而不同。 
两个信号具有1分贝的差异，那么其功率比值约为1.25892（即{\displaystyle 10^{\frac {1}{10}}\,}）而幅值之比约为1.12202（即{\displaystyle {\sqrt {10}}^{\frac {1}{10}}\,}）。

### 功率量
考虑功率或者强度（intensity）时，其比值可以表示为分贝，这是通过把测量值与参考量值之比计算基于10的对数，再乘以10，因此功率值P1与另一个功率值P0之比用分贝表示为LdB：
{\displaystyle L_{\mathrm {dB} }=10\log _{10}{\bigg (}{\frac {P_{1}}{P_{0}}}{\bigg )}\,}
两个功率值的比值基于10的对数，就是贝尔（bel）值。两个功率值之比的分贝值是贝尔值的1/10倍P1与P0必须度量同一个数值类型，具有相同的单位。如果在上式中P1 = P0，那么LdB = 0。如果P1大于P0，那么LdB是正的；如果P1小于P0，那么LdB是负的。
重新安排上式可得到计算P1的公式，依据P0与LdB:
{\displaystyle P_{1}=10^{\frac {L_{\mathrm {dB} }}{10}}P_{0}\,}.
因为贝尔是10倍的分贝，对应的使用贝尔（LB）的公式为
{\displaystyle L_{\mathrm {B} }=\log _{10}{\bigg (}{\frac {P_{1}}{P_{0}}}{\bigg )}\,}
{\displaystyle P_{1}=10^{L_{\mathrm {B} }}P_{0}\,}.

### 场量
考虑到场（field）的幅值（amplitude）时，通常使用A1（度量到的幅值）的平方与A0（参考幅值）的平方之比。这是因为对于大多数应用，功率与幅值的平方成比例，并期望对同一应用采取功率计算的分贝与用场的幅值计算的分贝相等，因此使用下述场量的分贝定义：
{\displaystyle L_{\mathrm {dB} }=10\log _{10}{\bigg (}{\frac {A_{1}^{2}}{A_{0}^{2}}}{\bigg )}=20\log _{10}{\bigg (}{\frac {A_{1}}{A_{0}}}{\bigg )}.\,}
{\displaystyle 10\log _{10}{\frac {a^{2}}{b^{2}}}}与{\displaystyle 20\log _{10}{\frac {a}{b}}}相等，这是由于对数的性质。
上述公式可写成：
{\displaystyle A_{1}=10^{\frac {L_{\mathrm {dB} }}{20}}A_{0}\,}
电子电路中，阻抗不变时，耗散功率通常与电压或电流的平方成正比。以电压为例，有下述方程：
{\displaystyle G_{\mathrm {dB} }=20\log _{10}\left({\frac {V_{1}}{V_{0}}}\right)\quad \mathrm {\quad } }
其中V1是电压的测量值，V0是指定的参考电压，GdB是用分贝表示的功率增益。类似的公式对电流也成立。

### 例子
所有例子都是无量纲的分贝表示的值，因为它们是同量纲的两个数量的比值的分贝表示。"dBW"表示参考值是1瓦特，"dBm"表示参考值是1毫瓦。
- 计算1 kW（即1千瓦）与1 W之比的分贝值：

{\displaystyle G_{\mathrm {dB} }=10\log _{10}{\bigg (}{\frac {1000~\mathrm {W} }{1~\mathrm {W} }}{\bigg )}\equiv 30~\mathrm {dB} \,}
- 计算{\displaystyle {\sqrt {1000}}~\mathrm {V} \approx 31.62~\mathrm {V} }与{\displaystyle 1~\mathrm {V} }之比的分贝值：

{\displaystyle G_{\mathrm {dB} }=20\log _{10}{\bigg (}{\frac {31.62~\mathrm {V} }{1~\mathrm {V} }}{\bigg )}\equiv 30~\mathrm {dB} \,}
注意到{\displaystyle ({31.62\,\mathrm {V} }/{1\,\mathrm {V} })^{2}\approx {1\,\mathrm {kW} }/{1\,\mathrm {W} }}，解释了上述{\displaystyle G_{\mathrm {dB} }}的定义具有相同的值——{\displaystyle 30~\mathrm {dB} }，不论是用功率值还是电压幅值计算出来的，只要在特定系统中功率之比正比于幅值之比的平方。 
- 计算1 mW（one milliwatt）与10 W之比的分贝值：

{\displaystyle G_{\mathrm {dB} }=10\log _{10}{\bigg (}{\frac {0.001~\mathrm {W} }{10~\mathrm {W} }}{\bigg )}\equiv -40~\mathrm {dB} \,}
- 3分贝的功率之比的实际比值是：

{\displaystyle G=10^{\frac {3}{10}}\times 1\ =1.99526...\approx 2\,}
功率之比是10，则其分贝数凑巧也是10。功率之比是2，则约为3分贝，更精确地说是103/10或1.9953，与2相比较有0.24%的误差。类似地，3分贝意味着电压之比约是{\displaystyle \scriptstyle {\sqrt {2}}}或1.414。6分贝对应功率增加了4倍，电压增加了2倍。6分贝的功率之比确切值是106/10或3.9811，与4的误差为0.5%.

## 好处
使用分贝有很多便利之处。
1. 分贝实际上是对数值，因此可以用常用的数量来表示非常大的比值，可以清楚地表示非常大的数量变化。
2. 多部件系统的整体增益（如级联的放大器）可以直接用各部件的增益分贝相加而求得，不必把这些增益值相乘（例如，log(ABC) = log(A) + log(B) + log(C)）。
3. 人对强度的感知，如声音或者光照，更接近与强度的对数成正比而不是强度值本身，依据韦伯定理，因此分贝值可用于描述感知级别或级差。

## 使用

### 声学
声学中，声音的强度定义为声压。计算分贝值时采用20微帕斯卡为参考值。这一参考值是人类对声音能够感知的阈值下限。声压是场量，因此使用声压计算分贝时使用下述版本的公式： 
{\displaystyle L_{p}=20\log _{10}\left({\frac {p_{\mathrm {rms} }}{p_{\mathrm {ref} }}}\right){\mbox{ dB}}}
其中，prms是測量聲壓的平方平均數、pref是标准参考声压值20微帕。
在空气中1帕斯卡等于94分贝声压级。在其他介质，如水下，1微帕斯卡更为普遍，这些标准被ANSIS1.1-1994.所收录。
人耳对声音感知具有很大的动态范围。从短期暴露即会永久损害听力的声强到最静的人耳能听到的声强，其比值是1万亿（1012）。这么大的比值范围表示为对数度量：1万亿（1012）基于10的对数为12，用分贝表示是240。人的听力并不是对所有频率都是相同敏感，最敏感的频率范围是20Hz~20kHz.
當一個空間受外來聲音干擾，而影響預期的正常作息時，需要建置一個六面結構的寧靜空間，而當寧靜空間建置完成後，能否達到預期的效果，則於施工前制定一個規範，此規範即為聲學規範。

### 电子学
电子学中，通常用分贝表示功率或幅值之比（增益），而不常用算术比或者百分比，一项好处是一些列部件组成的系统的总增益是各部件增益之和。类似的，电信领域中，从一个发射器到一个接收器通过一些媒介（自由空間光通信、波导、同轴电缆、光纤等等）的信号增益用分贝表示，用于链路预算。
分贝也可以组合一些后缀，表示电功率的绝对单位。例如，后缀"m"表示"毫瓦"组合出"dBm"，0 dBm等于1毫瓦，1 dBm约为1.259 毫瓦。
在专业声学领域，常用单位是dBu，"u"代表"unloaded"，dBu是电压的平方平均数（RMS）度量的单位，其参考电压约为 0.775 VRMS，由于历史原因，此参考电压是在600欧姆电阻上耗散1 mW功率的电压，用于电话音频电路的标准阻抗。

### 光学
在光路中，如果已知功率（使用dBm单位，参考值为1 mW）的光注入光纤，每个电子元件（例如连接器、接头器、光纤长度)损失的分贝值也是已知的，整个光路损失可以通过加、减分贝值而快速求得。
在光谱与光学中，吸光度的单位是−1 B。

### 影片与數位成像
在影片与數位成像传感器，分贝直接表示视频电压或数字化光强的对数的20倍值，因为CCD的相应电压线性正比于光的强度。因此，一部相机的信噪比或动态范围是40 dB表示信号与噪声的功率比是100:1，不是10,000:1.
20倍对数比值，有时也适用于电子计数或者光子计数。
但是10倍对数比值在物理光学中更为流行，如上述的光纤应用。因此在數位摄影技术与物理学的术语有可能会模糊不清。最常用的相机的信噪比或动态范围使用20倍对数比值，但在某些领域（如衰减、增益、增强信噪比、衰减率），使用这些术语要格外小心，混淆两类单位会导致对数值的巨大误解。 
摄影师也使用可选的基于2的对数比值单位——焦比。在一些软件领域，图像亮度级，特别是动态范围，也用表示这些量所需要的比特数作为度量。例如數位成像的60 dB约等于10个焦比，或者10比特，因为60 dB对应的比值是103几乎等于210。

## 后缀与参考值
dB与后缀的组合，指出计算比值时的参考值。例如dBm指示功率值与1毫瓦的比值的分贝数。 
如果计算分贝时的参考值明确、确切地给出，那么分贝数值可以作为绝对量，如同被测量的功率量或者场量。例如，20dBm即为100毫瓦。 
SI国际单位制不允许使用分贝与后缀的组合形式如dBm, dBu, dBA，等等。但这种不遵从SI单位制的表示却广泛应用于很多场合。 

### 电压
由于分贝是依据功率而定义的，因此把电压比值转化为分贝，必须采用20倍对数。 

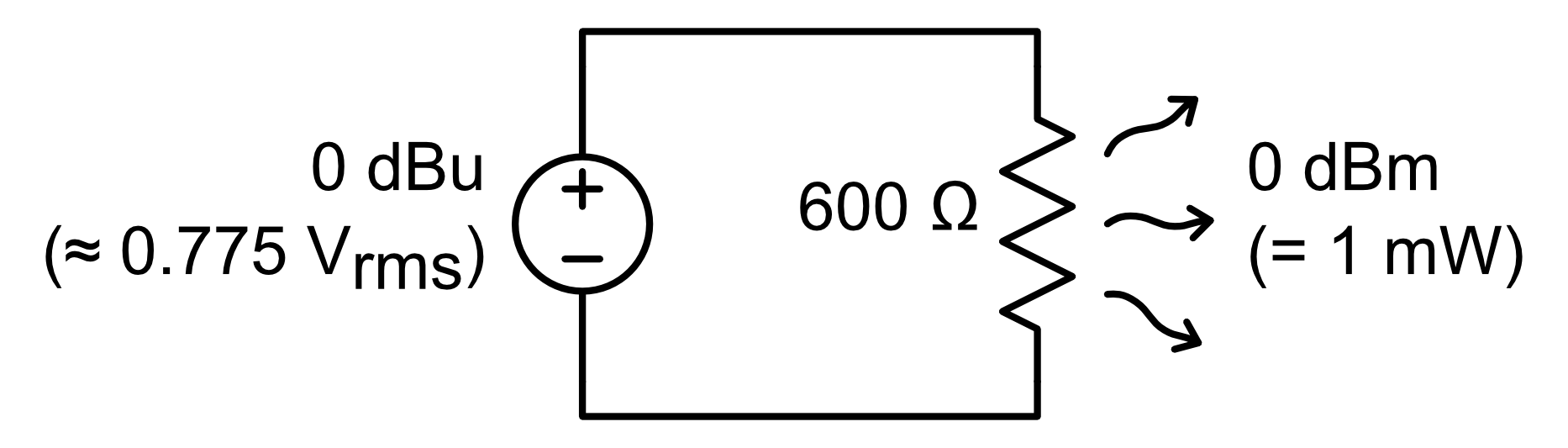
电压源的dBu与功率消耗的dBm（转化为600 Ω 电阻热）的图示。

dBV
dB（1 VRMS）–参考电压为1V，不考虑阻抗。
dBu or dBv
RMS电压，相对于{\displaystyle {\sqrt {0.6}}\,\mathrm {V} \,\approx 0.7746\,\mathrm {V} \,\approx -2.218\,\mathrm {dBV} }。以前使用dBv，现在改用dBu以避免与dBV混淆。"v"表示"电压"，"u"源自"unloaded"。dBu也可不用考虑阻抗，但它源自一个600 Ω负载损耗了0 dBm（1 mW）的所需电压。这个参考电压可由{\displaystyle V={\sqrt {600\,\Omega \cdot 0.001\,\mathrm {W} }}}求得。
dBmV
dB（1 mVRMS）–电压相对于75 Ω阻抗上的1毫伏。广泛用于有线电视网，其接收端的单路电视信号强度名义为0 dBmV。有线电视使用75 Ω同轴电缆，因此0 dBmV对应于−78.75 dBW（−48.75 dBm）或~13 nW。
dBμV or dBuV
dB（1 μVRMS）–电压相对于1微伏。广泛用于电视与航空放大器。60 dBμV = 0 dBmV.

### 声学
响度的最常用的单位是dB SPL。声压的参考值是人的听力的下限阈值。声压是个场量，因此其对数比值要乘以20；而声音功率（例如dB SIL与dB SWL）的对数比值乘以10以求得分贝值。 
dB（SPL）
dB（声压级，sound pressure level）–在空气或其它气体中的声压，参考值为20微帕斯卡（μPa） = 2×10−5 Pa，这是人能听到的最安静的声音。大致相当于3米外蚊子飞行的声音。经常被缩写为"dB"，这造成了很多误解以为"dB"是个有量纲的绝对单位。对于水声或其它液体，参考值是1 μPa。
1帕斯卡等于94 dB（SPL）。该级别常用于麦克风的敏感度。例如，典型的麦克风对1帕斯卡压力产生20 mV电压。
dB（PA）
dB –参考值为1 Pa，常用于电信业。
dB SIL
dB 声强级（sound intensity level）–参考值为10−12 W/m2，这是人在空气中听到的声音的下限阈值。
dB SWL
dB声功率级（sound power level）–参考值为10−12 W。
dB（A）, dB（B）, dB（C）
这些符号表示了基于不同加权滤波的人的听力对声音的响应，度量单位仍为dB（SPL）。
dB HL或dB hearing level，用于听力图（audiogram），度量听力损失。其参考值依频率的不同而变化，因为听力的最低阈值因频率而不同。 
dB Q用于加权噪声级，常用于“ITU-R 468 noise weighting”。

### 音频电子学
dBm
dB（mW）–功率，相对于1 milliwatt。不考虑基准阻抗，虽然在音频设备中一般采取600欧姆。
dBFS
dB（全量程，full scale）–信号的幅值，比较于设备允许的发生限幅之前的最大量程。全量程可以定义为正弦波或方波的最大功率级。
dBTP
dB（true peak） - 信号的幅值，比较于设备允许的发生限幅之前的最大峰值。

### 雷达
dBZ
dB（Z）–气象雷达发射出去能量反射回雷达接收器的量，参考值Z是1 mm6 m−3。15–20 dBZ以上指示正在降雨的云团。
dBsm
dBsm –用分贝表示的雷达目标有效截面（radar cross section，RCS），相对于1平方米。目标的反射功率正比于目标的RCS。隐形飞机与昆虫的dBsm度量的RCS是负值，因为其有效截面小于1平方米。

### 无线电功率、能量、场强
dBc
dBc –相对于电信的载波，噪声或者边带（sideband）功率与载波功率的比值分贝数。注意与声学中的dBC区别。
dBJ
dB（J）–能量，相对于1 焦耳。1 joule = 1 watt second = 1 watt per hertz，因此功率谱密度可以用dBJ表示。
dBm
dB（mW）–功率，相对于1毫瓦。在传统的电话、广播行业，常用600欧姆阻抗上的1毫瓦功耗，所需电压为0.775伏。在无线电领域，dBm通常参照50欧姆阻抗上的1毫瓦，所需电压为0.224伏。
dBμV/m or dBuV/m
dB（μV/m）– 电场强度相对于1毫瓦每米。常用于电视广播的接收端的信号强度。天线输出端的信号强度一般用dBμV。
dBf
dB（fW）–功率，相对于1飞瓦（10-15瓦特）。
dBW
dB（W）–功率，相对于1瓦。
dBk
dB（kW）–功率，相对于1千瓦。

### 天线度量
dBi
dB（各向同性，"i"sotropic）–正向天线增益，比较于假定的各向同性天线。默认采取电磁场线性极化，除非另外明示。
dBd
dB（偶极，"d"ipole）–正向天线增益，比较于半波偶极天线。0 dBd = 2.15 dBi
dBiC
dB（isotropic circular）–正向天线增益，比较于圆极化各向同性天线。dBiC与dBi没有固定的转换规则，这依赖于接收天线与场极化。
dBq
dB（四分之一波长，quarterwave）–正向天线增益，比较于四分之一波长鞭状天线。0 dBq = −0.85 dBi

### 其它度量
dB-Hz
dB（赫兹）–带宽，相对于1赫兹。例如20 dB-Hz对应于100 Hz。常用于链路预算的计算。也用于载波-接受器噪声密度（carrier-to-receiver noise density），不要与载波-噪声比（carrier-to-noise ratio）混淆，后者使用的单位是dB。
dBov or dBO
dB（过载，overload）–信号的幅值，参照于设备的最大在限幅（clipping）发生前的最大允许值。
dBr
dB（相对，relative）–简单的比值，其参考值在上下文中是显然的。例如，滤波器的响应与名义电平（nominal level）之比。
dBrn
dB在基准噪声（reference noise）之上。参见dBrnC。

## 工業安全
指引一般建議，當環境的聲音強度增加五分貝時，當中的人的最長逗留時間應縮短一半。

## 外部連結
- What is a decibel? With sound files and animations （页面存档备份，存于）
- Conversion of sound level units:  dBSPL or dBA to sound pressure p and sound intensity J（页面存档备份，存于）
- OSHA Regulations on Occupational Noise Exposure （页面存档备份，存于）